# Aneurobracon
Aneurobracon (лат.) — род паразитических наездников из семейства Braconidae.

## Распространение
Юго-Восточная Азия, восточная Палеарктика, Австралия и Океания.

## Описание
Мелкие перепончатокрылые наездники, длина тела около 5 мм.
Представителей рода можно отличить от всех других родов Agathidinae по следующей комбинации морфологических признаков: редуцированное жилкование передних крыльев, длинные ноги и длинные щетинки на задних голенях. Сестринский род Mesocoelus обитает в Неотропике.
Виды представляют собой одиночных койнобионтов-эндопаразитоидов свободноживущих гусениц Lepidoptera из семейства Gracillariidae.
- Aneurobracon annulipes van Achterberg, 1990[2]
- Aneurobracon bequaerti Brues, 1930[3]
- Aneurobracon notaulicus van Achterberg, 1990[2]
- Aneurobracon philippinensis (Muesebeck, 1932)[4]
- Aneurobracon samoanus Fullaway, 1941[5]